# مهرداد رهسپار
«مهرداد رهسپار» نامی است که در میانه‌های قرن چهاردهم هجری خورشیدی نویسندگان ایرانی فراوانی بدان مطلب منتشر کرده‌اند.

## صاحبان نام
از جمله کسانی که به نام مستعار «مهرداد رهسپار» مطلب منتشر کرده‌اند می‌توان منوچهر انور و ابوالحسن نجفی و بهرام بیضایی و رضا خاکیانی و داریوش آشوری و نجف دریابندری را نام برد.
بهرام بیضایی

- «زمینه‌های سینمای ایران». جهان نو (۶ و ۷): ۱۱۴-۱۱۱. ۱۳۴۵.

ابوالحسن نجفی
- «گفتگو در پیرامون: داستان و داستان‌نویسی، وظیفه داستان‌نویس . . . آینده . .». کتاب چراغ (۴): ۵۸-۹۴. ۱۳۶۱.

منوچهر انور
- طرّاح لباس فیلم شهر قصّه (۱۳۵۲)

## واکنش
جمال میرصادقی در دههٔ ۱۳۵۰ در مقاله‌ای در دفاع از احمد محمود از نام «مهران رهسپار» استفاده کرد. همو در داستان «دست دست دست» (۱۳۹۷) شخصیتی پرداخت که می‌خواهد از این پس «مهرداد رهسپار» خوانده شود.
نجف دریابندری حدود ده نفر را که از این نام استفاده کرده‌اند در مهمانی‌ای در خانه‌اش گرد هم آورده‌است.